# Малопицкий сельсовет
Малопицкий сельсовет — муниципальное образование (сельское поселение) в составе Дальнеконстантиновского района Нижегородской области. Административный центр — село Малая Пица.

## История
Статус и границы сельского поселения установлены Законом Нижегородской области от 15 июня 2004 года № 60-З «О наделении муниципальных образований - городов, рабочих посёлков и сельсоветов Нижегородской области статусом городского, сельского поселения».
Законом Нижегородской области от 28 августа 2009 года № 139-З сельские поселения Малопицкий сельсовет и Маргушинский сельсовет объединены в сельское поселение Малопицкий сельсовет.

## Население
| 2002 | 2010 | 2012 | 2013 | 2014  | 2015 | 2016 |
| ---- | ---- | ---- | ---- | ----- | ---- | ---- |
| 1416 | ↘959 | ↘937 | ↘931 | ↘928  | ↘908 | ↘876 |
| 2017 | 2018 | 2019 | 2020 | 2021  |      |      |
| ↘854 | ↘844 | ↘833 | ↘821 | ↗1088 |      |      |

## Состав сельского поселения
| №  | Населённый пункт | Тип населённого пункта       | Население |
| -- | ---------------- | ---------------------------- | --------- |
| 1  | Большая Пица     | село                         | ↘9        |
| 2  | Большое Терюшево | село                         | ↘26       |
| 3  | Выползово        | деревня                      | ↘14       |
| 4  | Ишино            | село                         | ↘30       |
| 5  | Ключищи          | деревня                      | →0        |
| 6  | Княгиновка       | деревня                      | ↘0        |
| 7  | Кривая Грань     | посёлок                      | ↘0        |
| 8  | Макраша          | деревня                      | ↘4        |
| 9  | Малая Пица       | село, административный центр | ↘524      |
| 10 | Малое Терюшево   | деревня                      | ↘40       |
| 11 | Маргуша          | село                         | ↘309      |
| 12 | Осиновка         | деревня                      | ↘0        |
| 13 | Старое Поле      | село                         | →0        |
| 14 | Токариха         | деревня                      | →3        |